# Francis P. Murphy
Francis Parnell Murphy, född 16 augusti 1877 i Winchester i New Hampshire, död 19 december 1958 i Nashua i New Hampshire, var en amerikansk politiker. Han var New Hampshires guvernör 1937–1941. Som guvernör var han republikan men bytte sedan parti och kandiderade utan framgång som demokrat i senatsvalet 1942.
Murphy efterträdde 1937 Styles Bridges som guvernör och efterträddes 1941 av Robert O. Blood.